# Limfom plaščnih celic
Limfom plaščnih celic je ne-hodgkinov limfom, ki izvira iz plaščnih celic limfatičnega folikla. Predstavlja okoli 6 % vseh primerov ne-hodgkinovih limfomov. Gre za limfom limfocitov B.

## Znaki in simptomi
Ob diagnozi so bolniki pogosto stari več kot 60 let in imajo že napredovalo bolezen. Pri okoli polovici bolnikov so prisotni tako imenovani simptomi B: vročina, nočno znojenje in nepojasnjena izguba telesne teže (več kot 10 % izhodiščne teže). Pogosto sta prisotni tudi limfadenopatija (povečane bezgavke, ki se kažejo na primer kot otekline na vratu, v podpazduhi ali dimlju) in splenomegalija (povečana vranica). Že relativno zgodaj v poteku bolezni so pogosto prizadeti tudi kostni mozeg, jetra in prebavila.

## Patologija
Vzrok za nastanek limfoma plaščnih celic ostaja pri večini bolnikov nepojasnjen in se pogosto pojavi pri bolnikih, pri katerih ni prepoznan noben  od običajnih dejavnikov tveganja za pojav limfoma. Kot pri drugih limfomih, gre za klonsko ekspanzijo rakavo spremenjenih limfocitov. V patogenezi izstopa povečana tvorba ciklina D (beljakovina, ki je vpletena v uravnavanje celičnega cikla), kar vodi v nenormalno proliferacijo. Rakave celice pri limfomu plaščnih celic so lahko odporne proti z zdravljenjem sproženo programirano celično smrt, zato je lahko zdravljenje s kemoterapijo in obsevanjem manj učinkovito. Obstajata dve glavni citološki različici limfoma plaščnih celic, tipična in blastoidna. Blastoidna oblika ima bolj agresiven potek, lahko se razširi tudi v osrednje živčevje. Pri tipični različici so prisotne majhne ali srednje velike celice z nepravilnimi celičnimi jedri,  pri blastoidni različici pa srednje velike ali velike celice s fino razmreženim kromatinom. Blastoidna oblika ima praviloma agresivnejši potek.

## Zdravljenje
Način zdravljenja je odvisen od oblike limfoma plaščnih celic (tipična ali blastoidna oblika), razširjenosti oziroma stadija bolezni, bolnikove starosti, stanja zmogljivosti, spremljajočih bolezni in vrednost mednarodnega prognostičnega indeksa za limfom plaščnih celic.
Bolniki imajo ob diagnozi običajno že napredovalo bolezen, če pa bolezen še v omejenem obsegu (stadija I in II), običajno zadošča kirurška odstranitev bezgavk z obsevanjem vseh prizadetih regij.
Pri napredovali bolezni se uporablja sistemsko zdravljenje. Pri bolnikih, mlajših od  60 let v dobri splošni kondiciji brez spremljajočih bolezni, se uporablja na primer imunokemoterapija R-CHOP (kombinacija monoklonskega protitelesa rituksimaba in citostatikov ciklofosfamida, doksorubicina, vinkristina ter prednizona). Na voljo so tudi druge kombinacije zdravil s citostatiki, na primer kombinacija rituksimaba in bendamustina. Pri bolnikih, ki ustrezajo kriterijem, se lahko uvede visokodozno zdravljenje in avtologna presaditev krvotvornih matičnih celic.
Pri ponovitvi bolezni se praviloma uporablja zdravljenje s kombinacijo rituksimaba in kemoterapijo, izbira pa je odvisna od predhodno uporabljenih citostatikov. Navadno sledi vzdrževalno zdravljenje z
rituksimabom. Na violjo je tudi tarčno zdravljenje z ibrutinibom, kombinacija rituksimaba z lenalidomidom, izjemoma se uporabljajo kombinacije temsirolimusa ali bortezomiba s kemoterapijo.

## Prognoza
Razširjen limfom plaščnih celic je s konvencionalnim zdravljenjem neozdravljiva bolezen. Pri veliki večini bolnikov pride do ponovitve bolezni, četudi je pri prvem zdravljenju dosežena popolna remisija. Vsaka nadaljnja
ponovitev bolezni je bolj odporna proti zdravljenju in se zato z vsako ponovitvijo težje doseže ponovna popolna remisija. Tudi čas do naslednje ponovitve bolezni je praviloma krajši. Pri omejeni bolezni ob diagnozi je celokupno 5-letno preživetje približno 70-%, pri napredovali bolezni pa do 50-% .

## Epidemiologija
Limfom plaščnih celic predstavlja okoli 6 % primerov ne-hodgkinovih limfomov. Pogosteje zbolijo moški starejši od 60 let; razmerje med  moškimi in ženskami v svetovnem merilu je 4 : 1. V letu 2014, na primer, je v Sloveniji za limfomom plaščnih celic zbolelo 22 moških in 4 ženske, njihova povprečna starost pa je bila 72 let.